# Římskokatolická farnost Nová Ves u Chotěboře
Římskokatolická farnost Nová Ves u Chotěboře je územním společenstvím římských katolíků v rámci havlíčkobrodského vikariátu královéhradecké diecéze.

## O farnosti

### Historie
Kostel v Nové Vsi byl postaven v roce 1819 a v 60. letech 19. století k němu byla přistavěna věž. Zřejmě v téže době zde byla zřízena samostatná farnost, která měla vlastního duchovního správce ještě počátkem 70. let 20. století. Později začala být farnost spravována z Chotěboře.

### Současnost
Farnost je administrována ex currendo z Chotěboře.
| Kostel                      | Místo                | Bohoslužba     | Bohoslužba | Poznámka     |
| --------------------------- | -------------------- | -------------- | ---------- | ------------ |
| Kostel sv. Jana Nepomuckého | Nová Ves u Chotěboře | neděle čtvrtek | 9.30 16.00 | farní kostel |